# Fedir Kuruc
Fedir Mychajlovyč Kuruc (maďarsky Kurucz Ferenc, ukrajinsky Федір Михайлович Куруц, Fedir Mychajlovyč Kuruc, slovensky František Kurucz, rusky  Фёдор Михайлович Куруц, Fjodor Michajlovič Kuruc, 18. července 1910 Užhorod – 7. prosince 1992 tamtéž) byl rusínský fotbalista. Po skončení aktivní kariéry působil jako trenér, fotbalový funkcionář a rozhodčí.

## Hráčská kariéra
V československé lize hrál za SK Rusj Užhorod. Gól v lize nedal.

### Prvoligová bilance
| Ročník              | Zápasy | Góly | Minuty | Klub            |
| ------------------- | ------ | ---- | ------ | --------------- |
| Státní liga 1936/37 | 7      | 0    | 630    | SK Rusj Užhorod |
| CELKEM              | 7      | 0    | 630    |                 |